# Irina Anwarowna Tagajewa

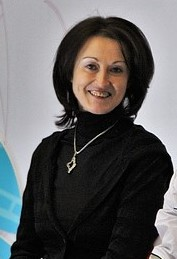
Irina Tagajewa in 2010

Irina Anwarowna Tagajewa (russisch Ирина Анваровна Тагаева; * 1. Juni 1967) ist eine russische Choreographin asiatischer Herkunft. Sie absolvierte die Moskauer Staatliche Akademie für Choreographie und war als Solistin des Balletts von Boris Eifman tätig. Seit 2006 arbeitet sie als Eiskunstlauftrainerin und hat den Ehrentitel „Verdienter Trainer Russlands.“ Unter anderem trainierte sie:
- Adelina Sotnikowa
- Denis Ten
- Maxim Kowtun